# Sollevamento pesi ai Giochi della III Olimpiade
Il sollevamento pesi alla III Olimpiade fu rappresentato da due eventi.

## Podi

### Uomini
| Evento                               | Oro               | Perform.  | Argento           | Perform. | Bronzo       | Perform. |
| Sollevamento con due mani (dettagli) | Periklīs Kakousīs | 111,70 kg | Oscar Osthoff     | 84,37 kg | Frank Kugler | 79,61 kg |
| All-around (dettagli)                | Oscar Osthoff     | 62,14 kg  | Frederick Winters | 45,14 kg | Frank Kugler | 36,06 kg |

## Medagliere
| Posizione | Paese       |   |   |   | Totale |
| --------- | ----------- | - | - | - | ------ |
| 1         | Stati Uniti | 1 | 2 | 2 | 5      |
| 2         | Grecia      | 1 | 0 | 0 | 1      |
| Totale    | Totale      | 2 | 2 | 2 | 6      |